# Dryopteris affinis

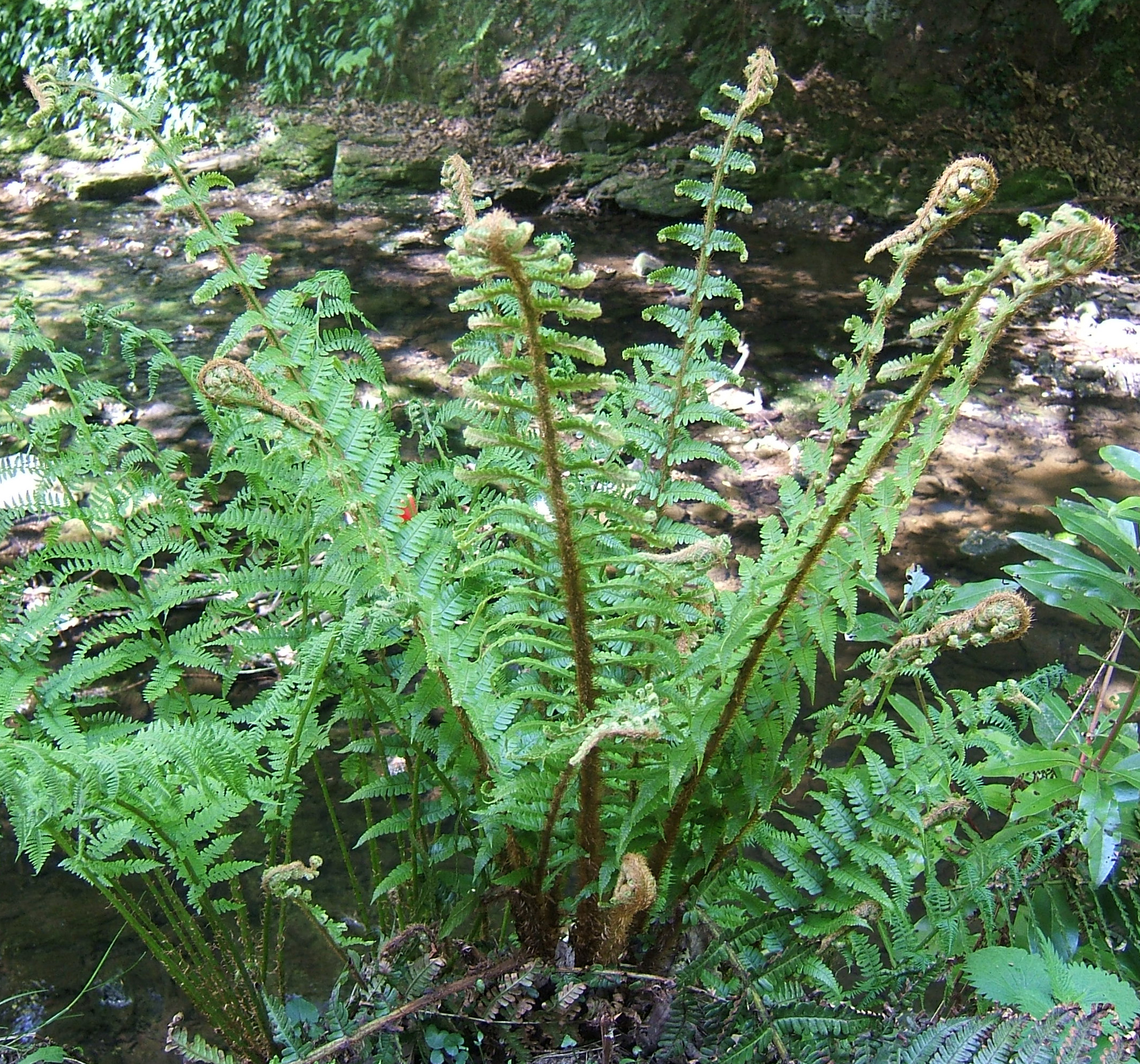
Giovani fronde in primavera

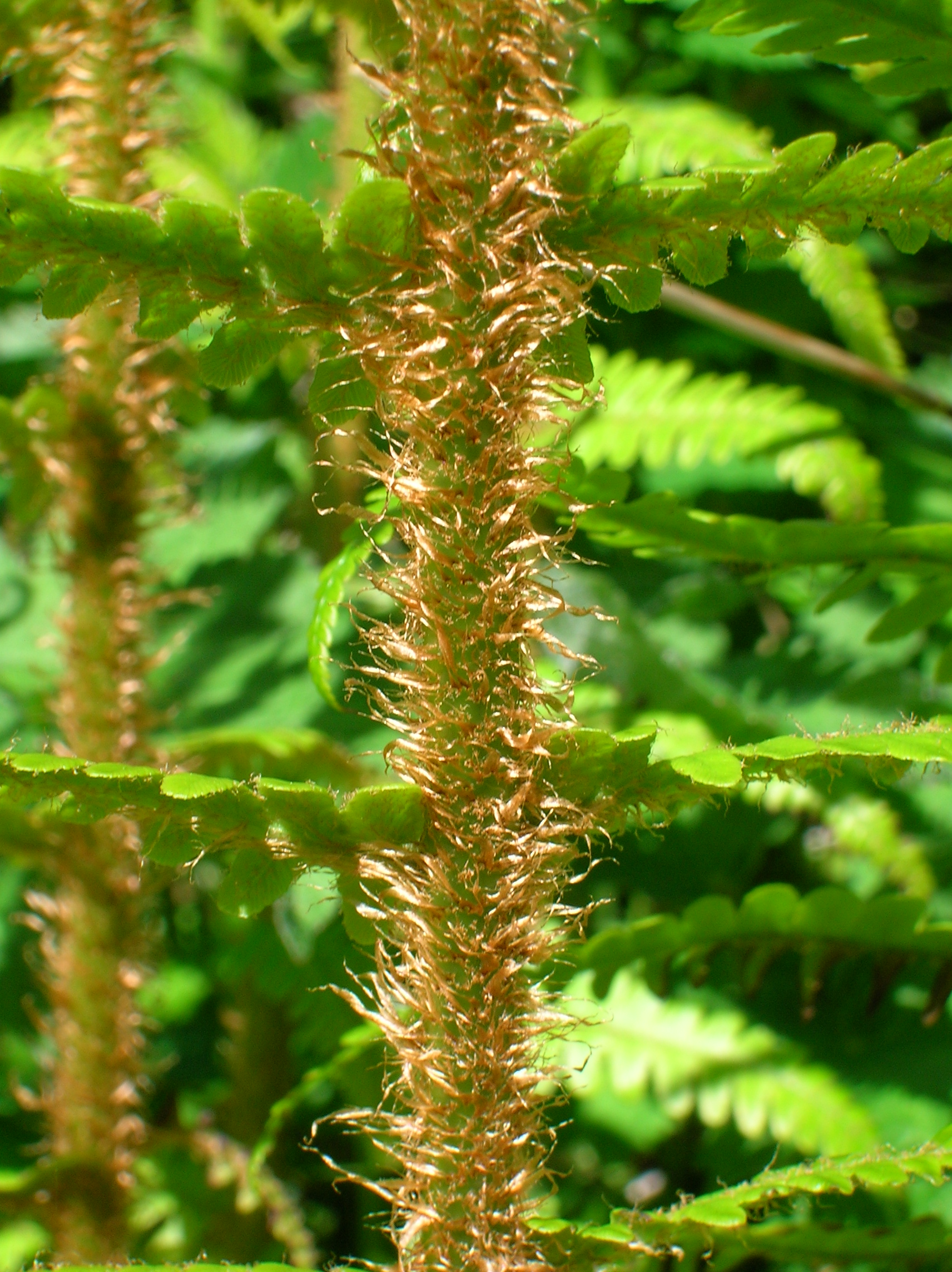
Ramenta sul rachide

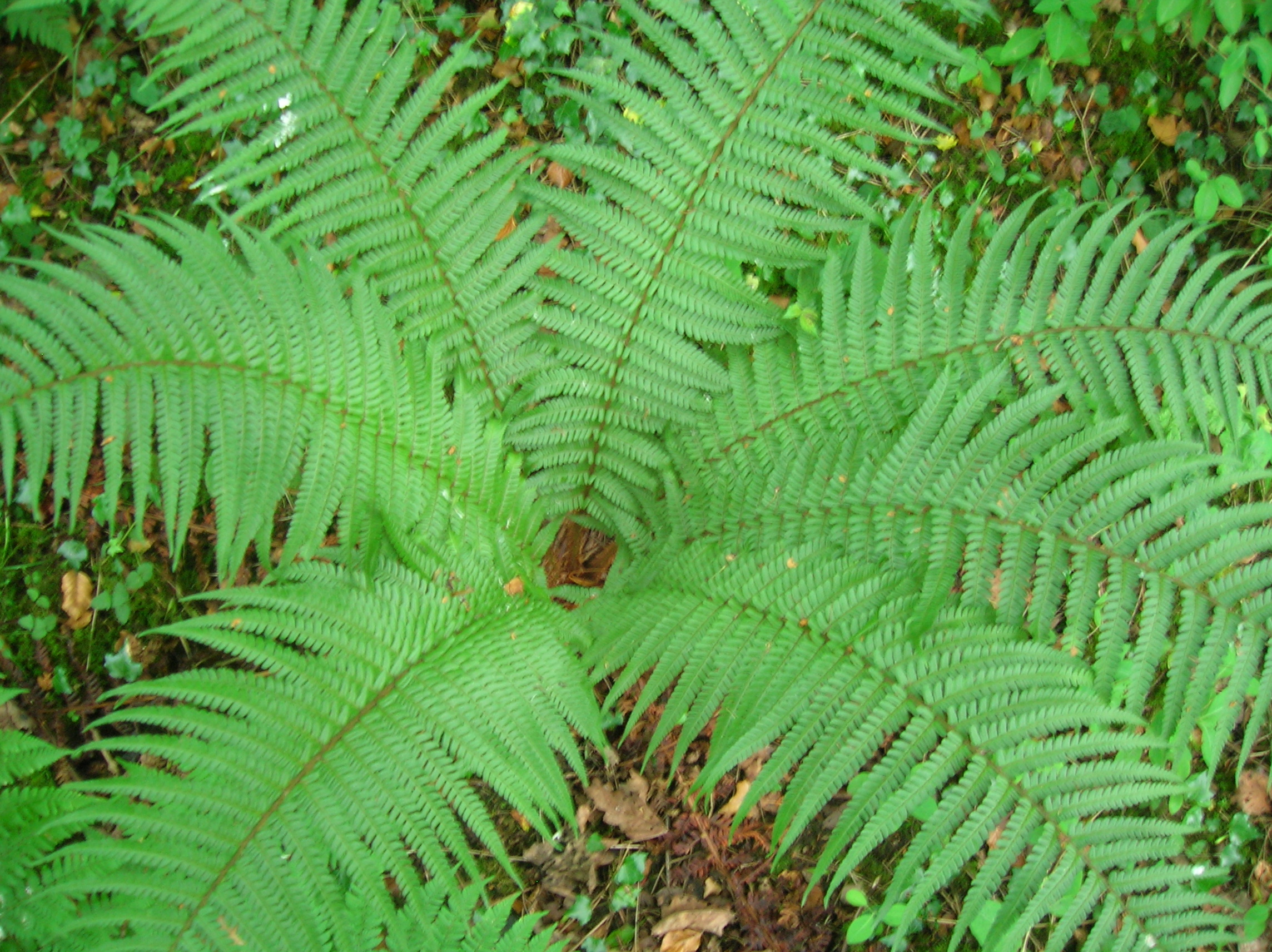
D. affinis

Dryopteris affinis (Lowe) Fraser-Jenk. è una felce autoctona dell'Europa occidentale e meridionale e dell'Asia sudoccidentale.
È più abbondante in aree con climi molto umidi come le Isole Britanniche e la Francia occidentale; nelle regioni del Mediterraneo e nel Caucaso è confinata in alta quota.
Cresce generalmente sui suoli umidi del sottobosco forestale.
Le fronde verde scuro sono lunghe tra i 60 e i 160 cm, moderatamente dure e rigide, bipennate, con penne opposte sul rachide; la base del rachide è ricoperta di scagliette giallo-brune chiamate ramenta. Ogni penna è lunga circa 8–18 cm, con le pinnule ampiamente rettangolari con un margine leggermente seghettato con seghettatura decrescente verso la punta.
Le singole fronde hanno un ciclo vitale di circa un anno e mezzo e rimangono attaccate al rizoma dopo l'appassimento.
D. affinis è strettamente imparentata con Dryopteris filix-mas ma si distingue per il portamento più robusto, normalmente con più fronde sempreverdi, una più alta densità di scagli sugli steli delle fronde e le penne e pinnule più rettangolari e meno lobate.
È una delle più grandi felci autoctone europee, con esemplari più vecchi che possono sviluppare una base simile ad una felce arborea, fino a 20–30 cm di altezza e 30–40 cm di larghezza.